# دین در کانادا
دین در کانادا (سرشماری ۲۰۲۱)

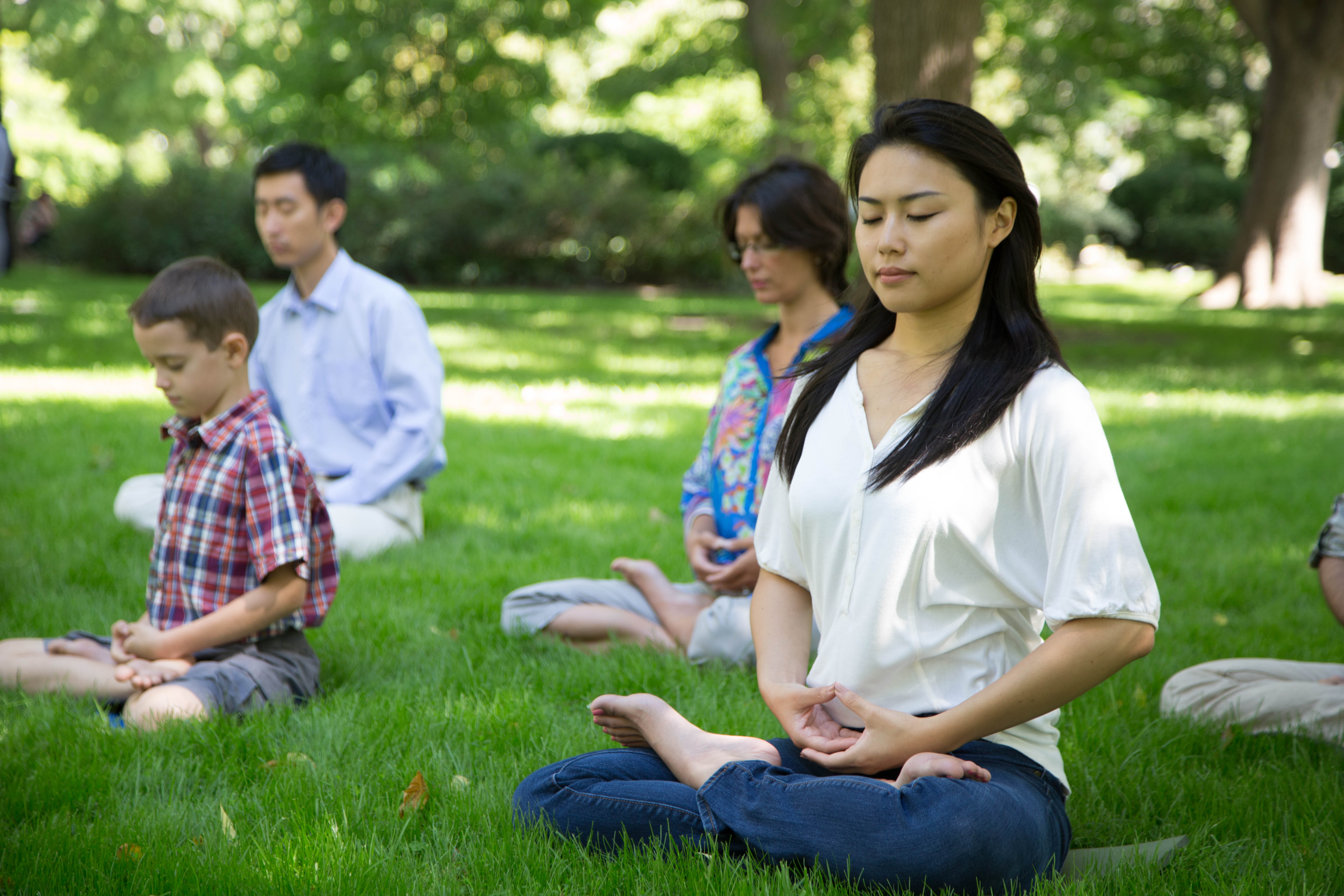
در کانادا طیف وسیعی از آیینها و ادیان وجود دارند

دین در کانادا (انگلیسی: Religion in Canada) طیف وسیعی از گروه‌ها و اعتقادات را در بر می‌گیرد. مسیحیت بزرگ‌ترین دین در کانادا می‌باشد و پیروان کلیسای کاتولیک، بزرگ‌ترین گروه مذهبی است. مسیحیان ۵۳٫۳ درصد از جمعیت را در سال ۲۰۲۱ تشکیل می‌دهند که بعد از آنها، افراد بی‌دین با ۳۴٫۶ درصد از کل جمعیت، قرار دارند. سایر ادیان شامل اسلام (۴٫۹ درصد)، هندوئیسم (۲٫۳ درصد)، آیین سیک (۲٫۱ درصد)، بودیسم (۱ درصد)، یهودیت (۰٫۹ درصد)، معنویت بومی (۰٫۲ درصد) و آیین جین (۰٫۱) درصد می‌باشند.
نرخ پیروی از مذهب، به‌طور پیوسته رو به کاهش است.